# Teorema del punto fijo de Brouwer
En matemáticas, y más precisamente en topología algebraica, el teorema del punto fijo de Brouwer (nombrado así en honor al matemático holandés Luitzen Egbertus Jan Brouwer) forma parte de la familia de los así llamados «teoremas de punto fijo», que enuncian que, si una función f verifica ciertas propiedades, entonces existe un punto x0 tal que f(x0) = x0, es decir, un punto fijo de la función. La forma más simple del teorema de Brouwer asume por hipótesis que la función f está definida sobre un intervalo cerrado y acotado, de extremos diferentes, J  en sí mismo. De manera más general, la función está definida sobre un conjunto convexo y compacto K de un espacio euclídeo y a valores en K.
El teorema del punto fijo de Brouwer tiene ramificaciones en varias áreas de las matemáticas, a veces inesperadas (como por ejemplo en la teoría de juegos, para demostrar la existencia de un «equilibrio de Nash» por un juego de n personas con estrategias mixtas). El resultado es uno de los teoremas centrales que caracterizan la «topología de un espacio vectorial euclídeo de dimensión finita», como el teorema de la curva de Jordan, el teorema de la bola peluda o el teorema de Borsuk-Ulam.
Históricamente, el estudio del teorema proviene de los trabajos de los matemáticos franceses Poincaré y Picard sobre ecuaciones diferenciales. Demostrar resultados tales como el teorema de Poincaré-Bendixson requiere del uso de herramientas de la topología. Hacia fines del siglo XIX, estos trabajos culminan con varias versiones sucesivas del teorema; en 1912, Luitzen Egbertus Jan Brouwer da una demostración general, estableciendo nuevamente un resultado ya probado por Hadamard en 1910.

## Enunciados
Existen varias versiones del teorema, según el contexto de utilización. La más simple toma a veces la forma siguiente:
| En el plano - Toda aplicación continua f de un disco cerrado en sí mismo admite al menos un punto fijo. |

Es posible generalizarlo a cualquier dimensión finita:
| En un espacio euclídeo - Toda aplicación continua de una bola cerrada de un espacio euclídeo en sí misma admite un punto fijo. |

Puede ser aún más general:
| En un convexo compacto - Toda aplicación continua de un convexo compacto no vacío K de un espacio euclídeo a valores en K, admite un punto fijo. |

Una formulación aún más general es conocida como:
| Teorema del punto fijo de Schauder - Toda aplicación continua de un convexo compacto no vacío K de un espacio de Banach, en K, admite un punto fijo. |

## Historia

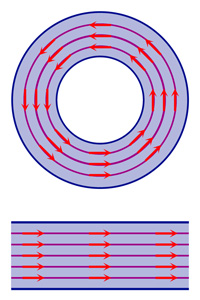
Si la zona recorrida por la corriente no está acotada, o contiene un "agujero" en su interior, el teorema no se aplica.

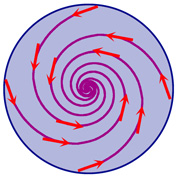
En el caso de un disco, el teorema sí aplica y garantiza la existencia de un punto fijo.

La historia del teorema del punto fijo de Brouwer impone un pasaje por una ecuación diferencial. Hacia finales del siglo XIX, una conocida pregunta llama nuevamente la atención de la comunidad científica, la de la estabilidad del sistema solar, su resolución supone el desarrollo de nuevos métodos. Como remarca Henri Poincaré, al estudiar el problema de los tres cuerpos, la búsqueda de una solución exacta es en vano: «Nada es más propio para darnos una idea de lo complicado del problema de los tres cuerpos y en general de todos los problemas de Dinámica, en donde no hay integral uniforme y donde las series de Bohlin divergen». También hace notar que la búsqueda de una solución aproximada no es más eficaz: «[...] mientras más precisas tratamos de obtener las aproximaciones, más tiende el resultado a divergir hacia una imprecisión creciente».
Estudia una cuestión análoga a la del movimiento de la superficie de una taza de café. ¿Qué puede decirse, en general, de las trayectorias de una superficie animada por una corriente constante?  Poincaré descubre que la respuesta reside en lo que hoy se llaman las propiedades topológicas de la zona que contiene la trayectoria. Si es una zona compacta (es decir, a la vez cerrada y acotada), entonces la trayectoria o bien se inmoviliza, o bien se acerca de más en más a un bucle que recorre indefinidamente.  Poincaré va más lejos aún, si la zona definida es de la misma naturaleza que un disco, como en el caso de la taza de café, existe necesariamente un punto fijo. Este punto fijo es invariante por todas las funciones que, a cada punto de la superficie original, asocian su posición al término de un período t. Esto no sucede necesariamente si la zona corresponde a una banda circular, o no está cerrada.
Para comprender mejor la ecuación diferencial, una nueva rama de las matemáticas ve la luz. Poincaré la llama analysis situs, la Encyclopedia Universalis la define como aquella que «concierne las propiedades invariantes de una figura cuando se la deforma de cualquier manera continua, sin rasgaduras (como por ejemplo en el caso de la deformación de una esfera, las propiedades correlativas de los objetos dibujados en su superficie)».
En 1886, Poincaré establece un resultado equivalente al teorema del punto fijo de Brouwer (este trabajo no se discute en el presente artículo). Más tarde, desarrolla una de las herramientas de base para comprender el analysis situs, hoy conocido como Grupo fundamental o «grupo de Poincaré». Este es el método presentado en una de las demostraciones del presente artículo.
De cierto modo, el enfoque de Poincaré es análogo al de Emile Picard, un matemático contemporáneo que generaliza el teorema de Cauchy-Lipschitz. La idea de Picard se apoya sobre un resultado que será formalizado más tarde por otro teorema de punto fijo, llamado de Banach. Este teorema no se basa en las propiedades topológicas del dominio de definición, sino sobre el hecho de que la función estudiada es contractiva.

## Demostraciones

### Preámbulo
Los métodos de demostración son variados, de particular simpleza es la demostración de David Gale. Proviene de un análisis sobre los resultados de Nash sobre el juego de Hex. La demostración presentada aquí se limita al caso unidimensional, no así el artículo original.
El teorema se puede demostrar también utilizando topología combinatoria. Durante los años 1920, los matemáticos comenzaron a esbozar los principios combinatorios ligados al teorema de Brouwer (lema de Sperner, lema de Knaster–Kuratowski–Mazurkiewicz). Estos trabajos ofrecieron nuevas demostraciones elegantes del teorema a la vez que sentaron las bases de una teoría combinatoria por venir.
Otras pruebas se basan en la geometría diferencial. Milnor establece un lema que simplifica la prueba para las funciones infinitamente diferenciables. La conclusión es inmediata para las funciones continuas con ayuda del teorema de Stone-Weierstrass. El uso de teoremas poderosos hace la demostración más fácil. En geometría diferencial, el teorema de Stokes implica directamente el del punto fijo de Brouwer para las funciones de clase C2. Otro método consiste en evocar teoremas muy parecidos, como el teorema de la bola peluda o de Borsuk-Ulam.

### Por el juego de Hex

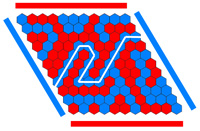
Fin de un partido de Hex.
Azules ganan.

En 1949, Nash reinventa el juego de Hex y muestra que el empate es imposible. Su demostración es de hecho equivalente al teorema del punto fijo de Brouwer; D.Gale utiliza este hecho, treinta años más tarde, para mostrar que el juego puede servir como una demostración elemental del resultado de Brouwer.
El juego se desarrolla sobre un tablero compuesto por hexágonos. Al final del juego, ciertos hexágonos están cubiertos por piezas (rojas o azules en la ilustración). El campo de los azules está formado por dos lados del tablero señalados por una línea azul, los otros dos costados con una línea roja constituyen el campo adversario. El jugador que logra unir ambos lados opuestos por medio de hexágonos gana la partida. El artículo Hex demuestra que si el tablero se encuentra completamente lleno de piezas, no es posible llegar a una situación de empate. Esta propiedad es la que permite demostrar el teorema del punto fijo de Brouwer.
Demostración del teorema de Brouwer para el compacto convexo de R2, K igual a [-1, 1]×[-1, 1], es decir que la norma {\displaystyle \|}.{\displaystyle \|} es la del mayor valor absoluto de sus dos coordenadas. El artículo de D. Gale muestra cómo generalizar el resultado a una dimensión arbitraria.
| Detalles de la demostración |
| Sea f una función continua de K en K. Se define la función g de K en K tal que a x le asocia f(x) - x. Demostrar el teorema de Brouwer se reduce a demostrar que g admite un cero, resultado que se obtiene con la ayuda del siguiente lema: «Sea ε un real estrictamente positivo. Existe un punto x de K tal que la norma de g en el punto x es menor que ε». Una vez demostrado el lema, se nota que la continuidad de f implica la de {\displaystyle \\|}g{\displaystyle \\|}, y al estar definida sobre un compacto, es uniformemente continua. Como K es un compacto, la función {\displaystyle \\|}g{\displaystyle \\|} alcanza su mínimo en algún punto m. Este mínimo es un real no negativo estrictamente menor que ε. El único real no negativo menor que todos los reales estrictamente positivos es el 0, entonces la imagen por g del punto m debe ser nula, lo cual demuestra el teorema. |

### Por el teorema de la bola peluda
El teorema de la bola peluda enuncia que sobre una esfera unitaria de dimensión par (es decir la esfera de radio 1 y centro el vector nulo, en un espacio euclídeo de dimensión impar), no existe un campo de vectores α que sea continuo, tangente a la esfera en todo punto x de esta esfera (es decir que verifique: x|α(x) = 0), y que no se anule nunca. Este resultado suele enunciarse del siguiente modo: «siempre hay un punto sobre la superficie de la Tierra en donde no sopla nada de viento».
Si existe una función f, sin punto fijo, de la bola unitaria cerrada Bn, entonces es posible construir dos campos de vectores,  sobre la esfera unitaria de dimensión n y la de dimensión n +1, por lo que uno de los dos contradice el teorema de la bola peluda. La ventaja de este método es que no utiliza más que técnicas elementales; su debilidad reside en que es un proceso menos universal que el de la topología algebraica, la cual permite demostrar además otros teoremas relacionados, como el teorema de Borsuk-Ulam.
| Detalles de la demostración |
| Sea Sn-1 la esfera unitaria de Rn, o bien la frontera de Bn. La demostración es por reducción al absurdo, en tres etapas: 1. si existe una aplicación continua f sin punto fijo de Bn en sí misma, existe también g de Bn+1 en sí misma; 2. si existe una aplicación continua sin punto fijo de Bm en sí misma, existe sobre la esfera Sm un campo vectorial α de vectores no nulos tales que (x;α(x)) = 0 para todo x de esta esfera; 3. aplicando la segunda etapa a f y a g deducido de f por la primera etapa, se obtienen dos campos vectoriales (uno sobre Sn, y otro sobre Sn+1) lo cual, según el teorema de la bola peluda, demuestra que n no es ni par ni impar... esto constituye una contradicción a la hipótesis. |

## Enfoque intuitivo

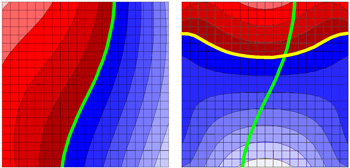
Demostración gráfica del teorema del punto fijo de Brouwer, en la dimensión 2.

### Comentarios atribuidos a Brouwer
El origen del teorema provendría de la observación de una taza de café por Brouwer. Cuando revolvemos el azúcar, parece siempre haber un punto inmóvil; de ahí deduce que: «En todo momento, hay un punto de la superficie que no habrá cambiado de lugar». El punto fijo no es necesariamente aquel que parece inmóvil pues el centro del remolino se mueve un poco. El resultado no es intuitivo, pues el punto fijo inicial podrá haber cambiado, pero otro punto fijo aparecerá.
Brouwer añade: «Puedo formular este magnífico resultado de esta otra manera, tomo una hoja de papel y la extiendo, luego otra hoja idéntica que primero arrugo y después aliso aplanándola sobre la primera. Un punto de la hoja arrugada queda en el mismo lugar que la otra hoja».